# Stelis loculifera
Stelis loculifera är en orkidéart som beskrevs av Carlyle August Luer. Stelis loculifera ingår i släktet Stelis och familjen orkidéer. Inga underarter finns listade i Catalogue of Life.